# James Kenney (Dramatiker)

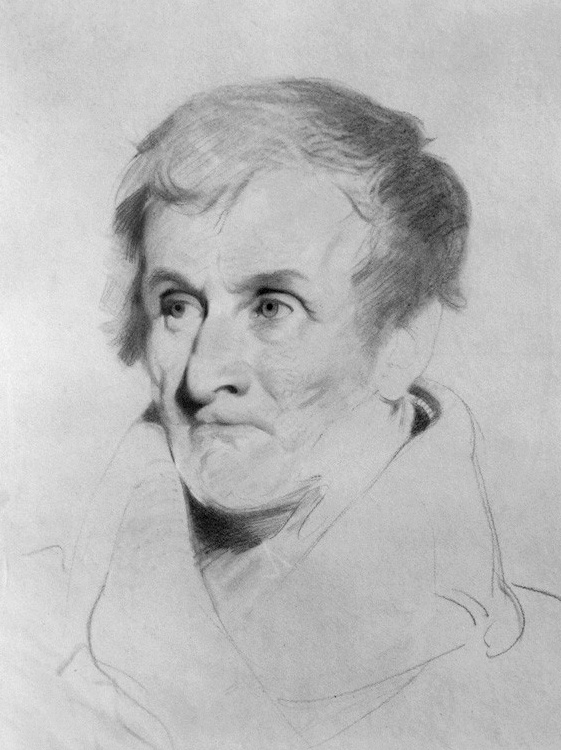
James Kenney, um 1845, porträtiert von Samuel Laurence

James Kenney (* 1780; † 25. Juli 1849) war ein englischer Dramatiker.

## Biografie
James wurde als Sohn seines gleichnamigen Vaters geboren, einem Gründungsmitglied des Boodles' Club in London, der von William Petty ins Leben gerufen worden war.
Zu seinen Freunden zählten Charles Lamb und Samuel Rogers. Er heiratete die Witwe von Thomas Holcroft, der 1809 verstorben war. Mit dieser hatte er zwei Söhne und zwei Töchter; sein zweiter Sohn Charles Lamb Kenney (1823–1881) machte sich einen Namen als Journalist, Dramatiker und Autor.

## Rezeption
Raising the Wind war 1803 das erste Bühnenstück, welches er aufführte; bis 1845 folgten noch fünfzig weitere Dramen und Opern. Als seine beliebtestes Stück gilt Sweethearts and Wives welches er 1823 im Haymarket Theatre aufführte.

## Werke (Auswahl)
- Raising the Wind. a farce in two acts (The modern comic theatre). Lacy, London 1842 (EA London 1803).
- False Alarms or my cousin. A comic opera in 3 acts. Longman, London 1807.
- Love, Law and Physic. A farce in two acts (The modern comic theatre). Lacy, London 1812.
- Sweethearts and Wives. A popular comedietta in two acts. London 1823.
- Spring and Autumn or married for money. A comic drama in two acts. Dicks, London 1827.[1]
- The Illustrious Stranger, or Married and Buried. Lacy, London 1827.
  - deutsche Übersetzung: Berheirathet und begraben (Bühnen-Repertoire des Auslandes; Bd. 20). Hayn Verlag, Berlin 1831 (übersetzt von Louis Schneider).
- Masaniello or the dumb girl of Portici. A grand opera. Willis, London 1829.
- The Sicilian Vespers. A historical Tragedy. Miller, London 1840.
- The touchstone.
- Love extempore.
- The blind boy.
- The Irish ambassador.
- Matrimony.